# Sulahängpapegoja
Sulahängpapegoja (Loriculus sclateri) är en fågel i familjen östpapegojor inom ordningen papegojfåglar.

## Utseende och läte
Sulahängpapegojan är en mycket liten stubbstjärtad papegoja. Fjäderdräkten är grön med brons- eller guldfärgad rygg, smalt med rött på strupen, lysande röd övergump och en liten röd fläck på skuldran. Ungfågeln är mer färglös och mindre tydligt tecknad. Lätena är mycket ljusa, med bland annat "zeet-weet-wit" med stigande slut. Ibland hörs enbart de två första tonerna eller enstaka "zeet".

## Utbredning och systematik
Fågeln förekommer i Sulaöarna och Banggaiöarna. Den behandlas antingen som monotypisk eller delas in i två underarter med följande utbredning:
- Loriculus sclateri ruber –  Peleng och Banggaiöarna
- Loriculus sclateri sclateri – Sulaöarna

## Levnadssätt
Sulahängpapegojan hittas i skogsområden eller närliggande ungskog i låglänt terräng. Där ses den enstaka eller i smågrupper i trädtopparna.

## Status
Arten har ett begränsat utbredningsområde, men beståndet anses vara stabilt. IUCN kategoriserar arten som livskraftig.

## Namn
Fågelns vetenskapliga artnamn hedrar den engelske ornitologen William Lutley Sclater (1863-1944).